# 554 a.C.
Il 554 a.C. (DLIV a.C. in numeri romani) è un anno  del VI secolo a.C.